# Công Tôn Thánh
Công Tôn Thánh (chữ Hán: 公孫聖, ? - 483 TCN) là một dị sĩ người nước Ngô sống ở cuối thời Xuân Thu. Công Tôn Thánh sống ở núi Dương Sơn về phía Tây thành. Ông nổi tiếng là người học rộng, hiểu nhiều và có khả năng nhìn thấu đại cuộc của một quốc gia.

## Bị Phù Sai giết vì tiên đoán về vận mệnh nước Ngô
Phù Sai chuẩn bị đánh Tề, nằm ngủ ở Cô Tô đài thì thấy một giấc mộng lạ. Ông thấy vào Minh Chương cung, lại thấy hai cái nồi đen nấu chưa chín với hai con chó đen, một con sủa về bắc và một con sủa về nam; hai cái cuốc bằng gang thì cắm trên tường; nước không biết từ đâu ra lại thấy tràn ngập khắp cung điện, hậu cung thì nghe tiếng động hỗn loạn; nhìn ra phía trước thì thấy một cánh đồng toàn cây ngô. Thấy giấc mơ lạ nên Phù Sai triệu Bá Hi vào đoán, tất nhiên vì là một nịnh thần nên Bá Hi giải mộng toàn theo hướng tốt. Phù Sai tuy thích nghe nịnh nhưng vẫn nghi ngờ nên hỏi ý Vương Tôn Lạc (王孙雒), ông liền đề cập đến Công Tôn Thánh và nhờ người này giúp giải mộng. Phù Sai đồng ý và liền cử Vương Tôn Lạc đến đón Công Tôn Thánh.
Đến cung, Phù Sai nói giấc mộng của mình ra thì Công Tôn Thánh liền nói rằng giấc mộng là điềm báo trước về một tương lai đen tối dành cho Phù Sai và cả nước Ngô. Ông tiên đoán rằng Phù Sai sẽ bại trận và chạy trốn không kịp nấu cơm, nước Ngô sẽ bị nước Việt tiêu diệt và còn khuyên Phù Sai nên đối tốt với Câu Tiễn để sau này còn có thể sống qua kiếp nạn này.
Quá tức giận vì lời tiên đoán của Công Tôn Thánh, Phù Sai liền hạ lệnh cho bọn dũng sĩ giết Công Tôn Thánh và quẳng xác ông dưới núi Dương Sơn. Sau này, Ngô Phù Sai bị quân Việt truy đuổi và chạy qua núi Dương Sơn. Nhớ lại những lời Công Tôn Thánh đã nói với mình mà Phù Sai đã bật khóc, tiếc là mọi chuyện đã quá muộn và Phù Sai đã tự sát.

## Trong văn học
Công Tôn Thánh là một nhân vật được đề cập trong tiểu thuyết Đông Chu Liệt Quốc, ông xuất hiện ở hồi 82.